# Quintus Fabius Maximus Cunctator
Quintus Fabius Maximus Verrucosus (Verrucosus: "vol wratten" omwille van een wrat op zijn bovenlip) beter bekend bij zijn agnomen Cunctator, Treuzelaar, (ca. 275 v.Chr. – 203 v.Chr.), was een generaal en bestuurder in de Romeinse Republiek. Hij was vijf maal consul (228, 223, 215, 214 en 209 v.Chr.), censor in 230 v.Chr. en tweemaal dictator. Zijn agnomen Cunctator ("Treuzelaar") verwijst naar de door hem bepleite uitputtingstactiek tijdens de Tweede Punische Oorlog (218 - 201 v.Chr.). Hij werd in 233 v.Chr. proconsul van de provincia Liguria waar hij een triomftocht hield en een eretempel liet bouwen.
Fabius, die uit een van de oudste Romeinse patricische gentes stamde, heeft zeer waarschijnlijk aan de Eerste Punische Oorlog deelgenomen, waarover we echter geen gegevens hebben. Pas na het eind van deze oorlog maakte Quintus een snelle politieke carrière.
Na de verloren Slag bij het Trasimeense Meer in 217 v.Chr. tegen de Carthaagse veldheer Hannibal Barkas werd hij, na het uitroepen van een uitzonderingssituatie, door het volk tot dictator verkozen (tot dan toe waren dictators altijd door de senaat aangewezen). In deze functie bleef hij met zijn soldaten de superieure Carthaagse hoofdmacht hinderlijk volgen, waarbij hij een grote veldslag vermeed. De naar hem genoemde “Fabian strategy” bestaat uit het voeren van een uitputtingsoorlog door het steeds aangaan van schermutselingen en het verhinderen van bevoorrading en foerageren waardoor het moreel van de tegenstander wordt gebroken. Zodoende bereikte hij dat Hannibal Rome ongemoeid liet, maar wel doortrok naar Apulië in Zuid-Italië om er te overwinteren.
De Romeinen waren het met deze defensieve tactiek niet eens en gaven Fabius zijn agnomen Cunctator als spotnaam. Zij brachten een leger van wel 80.000 man op de been, om in één keer met Hannibal af te rekenen, maar na de catastrofe in de Slag bij Cannae in augustus 216 v.Chr., waarbij slechts 15.000 Romeinen en bondgenoten konden ontkomen, zag men in dat Fabius' strategie de enige juiste was en werd zijn spotnaam een eretitel; zijn uitputtingstactiek zou van toen af in Italië meer aanhang krijgen. Fabius' persoonlijke militaire resultaten waren gering (met uitzondering van de herovering van Tarentum in 209 v.Chr.), maar door zijn persoonlijke invloed wees Rome elk compromis- of vredesvoorstel van de intussen met Macedonië geallieerde Carthagers af. Vanaf 210 v.Chr. werden de Carthagers aangevallen in hun eigen gebied op het Iberisch Schiereiland onder bevel van de beste Romeinse veldheer Publius Cornelius Scipio Africanus maior, die daar regelmatig successen boekte tegen Carthaagse veldheren die niet van hetzelfde kaliber waren als Hannibal.
Tot 207 v.Chr. zou Rome nog wat behoorlijke nederlagen lijden in Italië tegen Hannibal zelf; in dat jaar keerde het tij, toen een Carthaags versterkingsleger onder Hannibals' broer Hasdrubal werd verslagen bij de Metaurus-rivier. Van toen af zou Hannibal alleen nog maar onbesliste slagen met de Romeinen uitvechten, terwijl Rome successen boekte met belegeringen. Na 16 jaar zonder beslissend resultaat in Italië te hebben rondgetrokken, moest Hannibal zich terugtrekken, omdat de Romeinen met een succesvolle offensieve strategie via Iberia en Africa zijn vaderstad Carthago bedreigden.
In de latere, legendarische overlevering wordt Quintus Fabius Maximus als toonbeeld van Romeinse bedachtzaamheid gestileerd.
Naar Fabius' voorzichtigheid wordt ook verwezen in de term fabianisme, een reformistische stroming in het socialisme (zie ook Fabian Society) in de politiek van Groot-Brittannië aan het eind van de 19e eeuw.